# Christmas Town – 14 märchenhafte Weihnachten
Christmas Town – 14 märchenhafte Weihnachtstage (Originaltitel: Christmas Town) ist eine US-amerikanische Weihnachtsromanze von  Regisseur David Weaver aus dem Jahr 2019. Der Film basiert auf einer Romanvorlage von Donna VanLiere und wurde von Hallmark Entertainment für die Reihe der Hallmark Channel Original Movies produziert.

## Handlung
Lauren Gabriel hat beschlossen von Boston wegzuziehen und in Springfield eine Stelle als Lehrerin anzunehmen. Ihren Freund Eric setzt sie ohne große Erklärungen davon in Kenntnis und beendet gleichzeitig ihre Beziehung. Auf der Fahrt mit dem Zug muss sie aufgrund von Gleisproblemen in der Kleinstadt Grandon Falls übernachten. Um ihr ganzes Gepäck in den Gasthof zu schaffen, spricht sie kurzerhand einen jungen Mann an, der ihr helfen soll. Travis Mabry ist etwas irritiert, bis sich herausstellt, dass Lauren dachte, er wäre ein Taxifahrer. Nun ist es Lauren, die sich zu wundern beginnt, da hier jeder in der kleinen Stadt Travis zu kennen scheint, was ihr als Großstadtbewohnerin absolut fremd ist. Lauren gefällt Grandon Falls, das die Bewohner hier zur Weihnachtszeit immer zu einer regelrechten Christmas-Town herausputzen. Sie kommt sich vor wie auf einer Reise in die Vergangenheit. Zu ihrer großen Überraschung entdeckt sie in einem Café ein altes Foto von ihrem Vater. Er hatte vor 25 Jahren in einem Laden für seine kleine Tochter einen Weihnachtsengel gekauft. Als ein Flügel abbrach, hatte er den Engel zur Reparatur nach Grandon Falls zurückgebracht, konnte ihn dann aber nicht mehr abholen, weil er zu früh starb. Lauren bewegt das alles so sehr, dass sie noch länger in der Kleinstadt bleiben will. Sie macht sich auch gleich nützlich und organisiert eine Spendenaktion für Bedürftige. Da auch Travis für alle möglichen Dienstleistungen von den Leuten hier in Anspruch genommen wird, treffen die beiden ständig aufeinander. Er ist vor Jahren in der Grandon Falls „hängengeblieben“, weil er merkte, dass er hier gebraucht wurde. Auch Lauren spürt immer mehr, dass diese Stadt sie braucht, und als kurzfristig ein Lehrer gesucht wird, nimmt sie diese Stelle an. Mehr noch, sie hat sich für die Adoption eines Waisenjungen beworben, den sie in den 14 Tagen lieb gewonnen hat, ebenso wie Travis. Die drei sind schon fast eine kleine Familie, als plötzlich Laurens Exfreund Eric in Grandon Falls auftaucht. Er versucht Lauren zurückzugewinnen, muss aber erkennen, dass sein Weg nicht mehr der gleiche ist wie der von Lauren. Travis ist glücklich, dass Lauren ihm sagt, dass ihr Platz jetzt hier bei ihm ist. Die letzten 14 märchenhafte Weihnachtstage werden für Lauren perfekt, als sich die damals verlorene Engelsfigur wiederfinden lässt, der noch immer der eine Keramikflügel fehlt, den sie all die Jahre als letzte Erinnerung an ihren Vater aufbewahrt hat.

## Hintergrund
Die Dreharbeiten erfolgten in Vancouver in der Provinz British Columbia in Kanada.

## Kritik
Die Kritiker der Fernsehzeitschrift TV Spielfilm meinten: „Zuckersüßes aus der Hallmark-Werkstatt.“
Filmdienst.de schrieb ähnlich: „Sentimentaler und realitätsferner Weihnachtsfilm, der plumpen Kitsch mit Herzenswärme verwechselt und voller unglaubwürdiger Gefühlsseligkeit steckt. Mit hölzernen Darstellern besetzt, bleibt der Film auch formal äußerst dürftig.“